# Andrei Iwanowitsch Iwanow

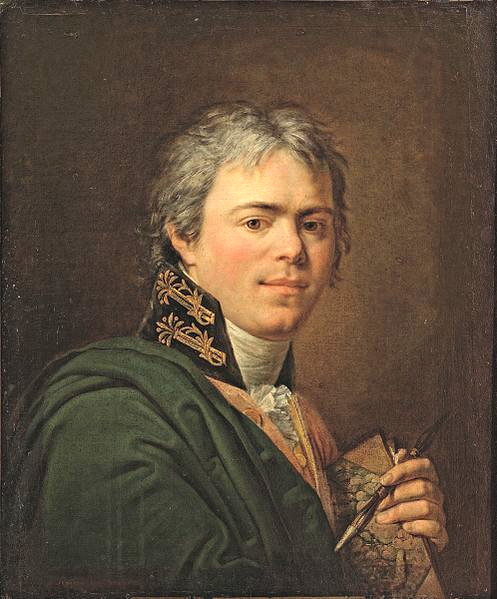
Selbstporträt, 1800

Andrei Iwanowitsch Iwanow (russisch Андрей Иванович Иванов; * 1775 in Moskau, Russisches Kaiserreich; † 12. Julijul. / 24. Juli 1848greg. in St. Petersburg) war ein russischer Maler. Er wird der Kunstrichtung des Klassizismus zugerechnet.

## Leben und Wirken
Von seinen Eltern verlassen, wuchs Iwanow im Moskauer Waisenhaus auf. 1782 wurde er in die Grundkurse der Petersburger Kunstakademie eingeschrieben, wo er später bei Ugrjumow und Doyen studierte und seine Ausbildung 1797 mit einer Goldmedaille abschloss. 1800 heiratete er und hatte mit seiner Frau zehn Kinder. Sein erstgeborener Sohn Alexander Iwanow wurde ebenfalls Maler. 1803 erhielt er an der Akademie eine Vollzeitstelle als Professor für Geschichte. Sein Bild Der Tod des Generals Kulnew erregte aufgrund der historischen Darstellung den Zorn des Zaren Nikolaus I., als es 1830 ausgestellt wurde. Nach dem Tod seiner Frau 1843 verließ sein jüngster Sohn Sergei St. Petersburg, und Andrei Iwanow starb 1848 an der Cholera.
In seinen historischen Gemälden befolgte Iwanow die Regeln des Akademismus. Besonders geschätzt wurden seine Zeichenkunst und sein kräftiges Kolorit. Zwischen 1804 und 1811 war Iwanow gemeinsam mit Künstlern wie Borowikowski und Warnek an der Ausschmückung der Kasaner Kathedrale beteiligt und fertigte auch Ikonen für die Kirchen des Ismailowski Leibgarde-Regiments an. Sein Fresko Minerva im Himmel wurde 1820 im Treppenhaus der Akademie ausgestellt. Zu seinen bekanntesten Schülern gehörten neben seinem Sohn Alexander Iwanow unter anderem Karl Brjullow und Hryhorij Laptschenko.

## Gemälde (Auswahl)

Adam und Eva mit ihren Kindern
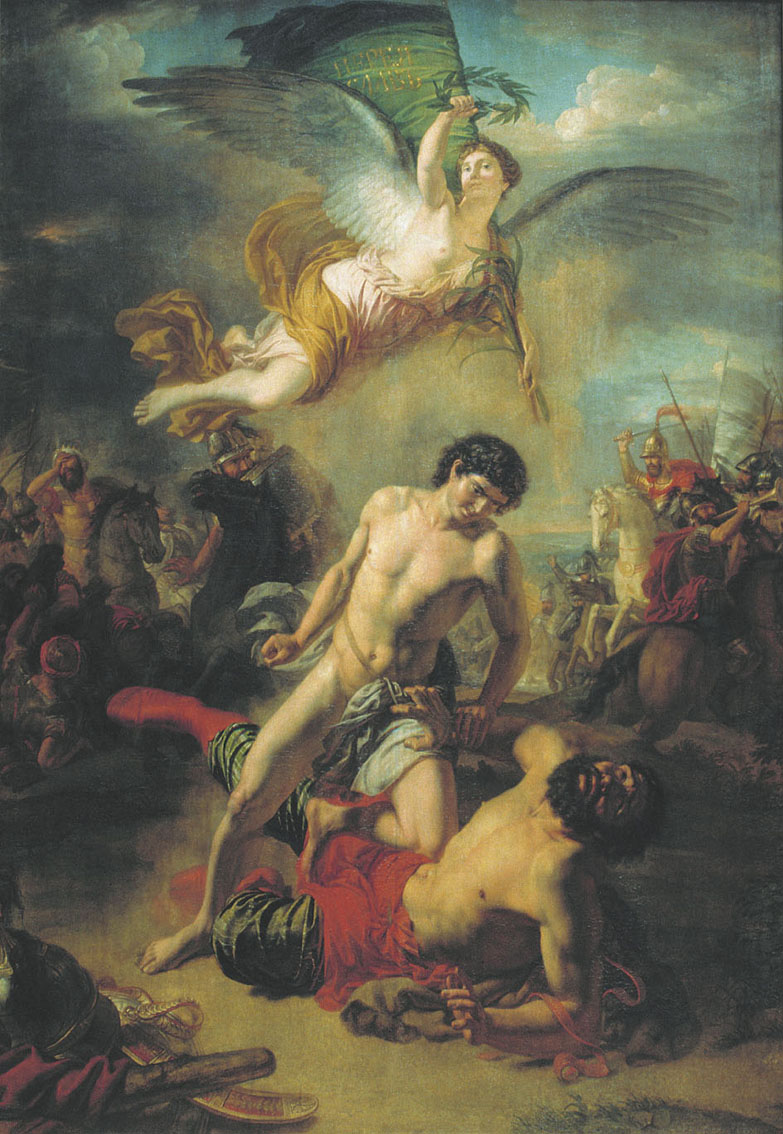
Fürst Mstislaw besiegt Rededja
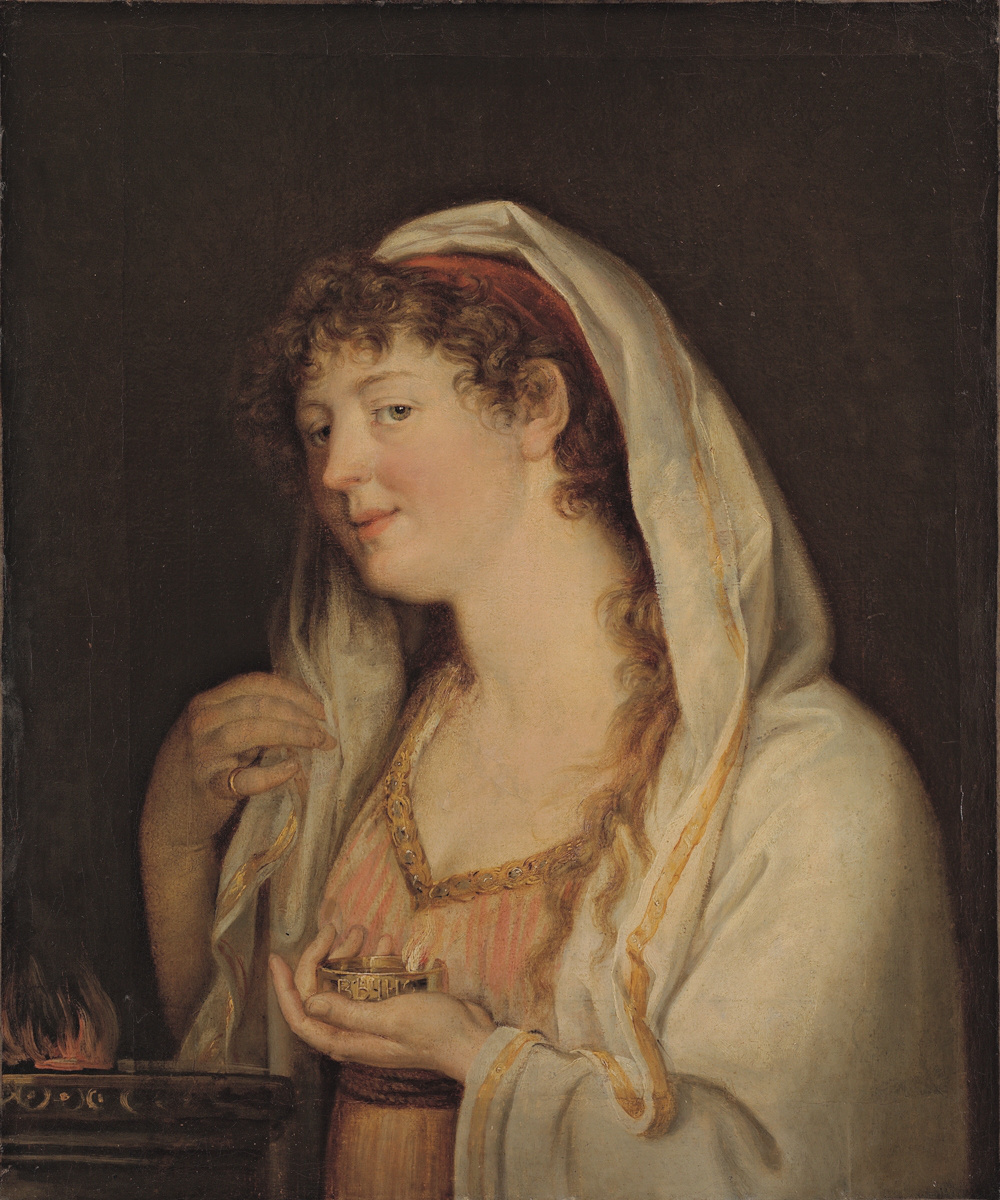
Jekaterina Iwanowa, Gattin des Malers
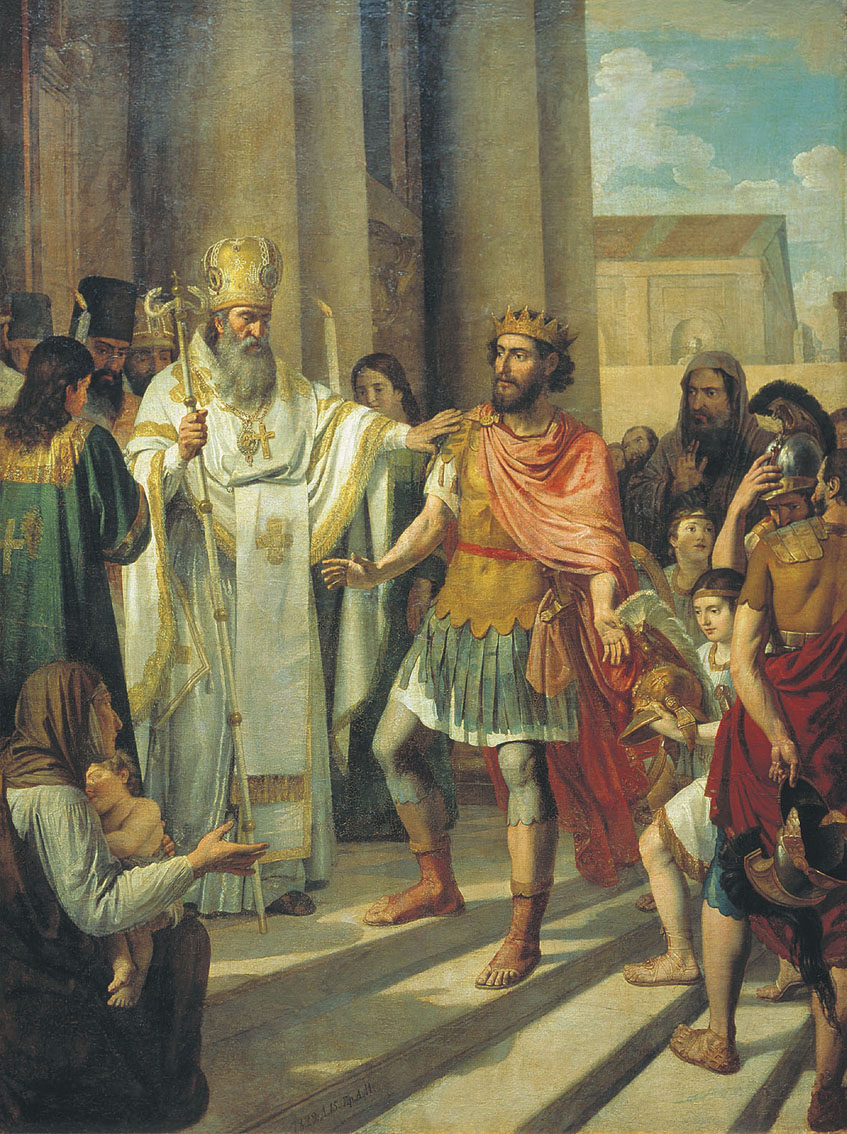
Taufe des Fürsten Wladimir, Tretjakow-Galerie
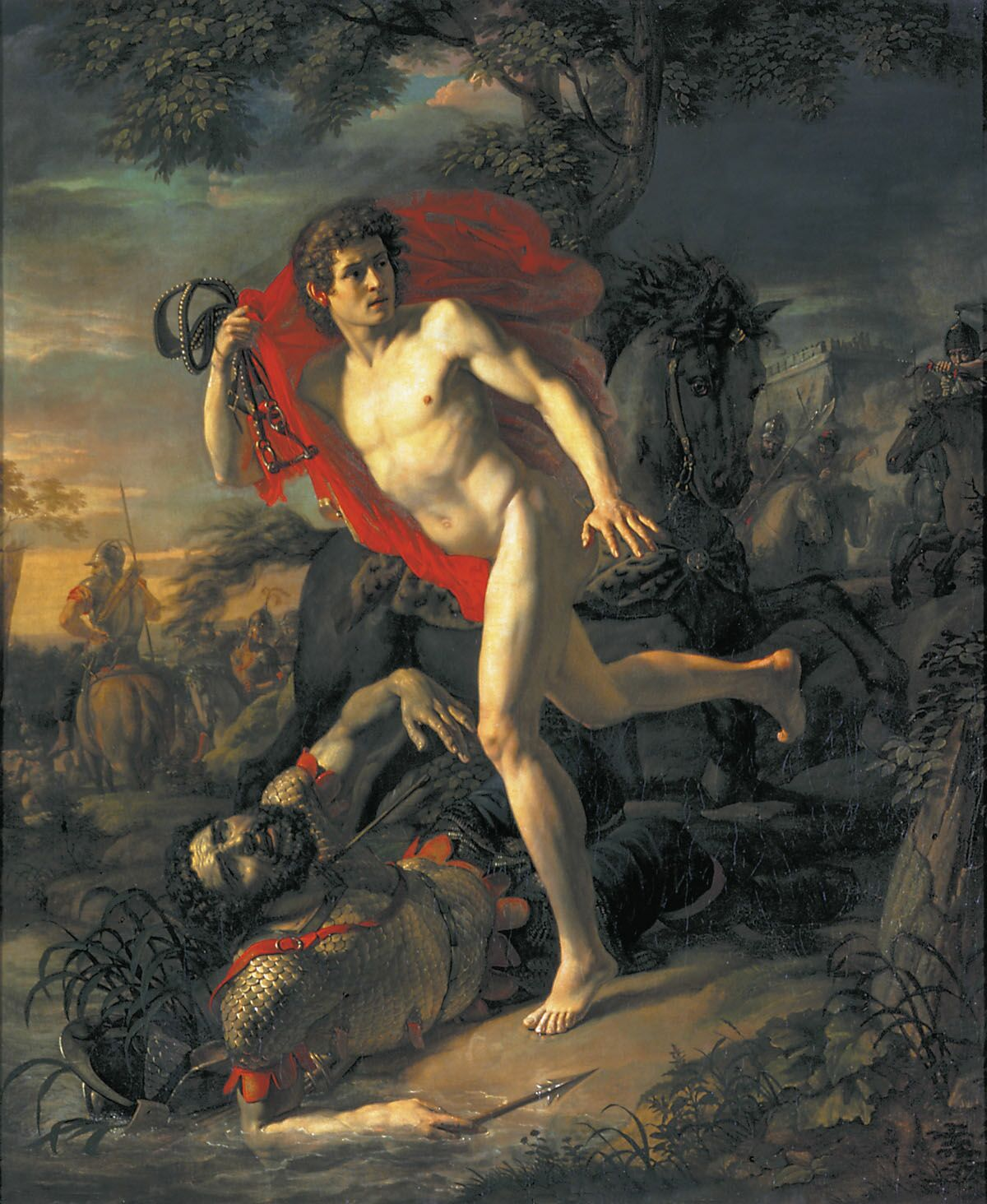
Junger Held aus Kiew, Eremitage